# 砂川水衛所
砂川水衛所（すながわすいえいじょ）は、東京都立川市砂川町にあった東京都水道局の水衛所。

## 概説
羽村取水堰から引き入れた玉川上水の多摩川系表流水中に含まれるゴミの除去を行う小さな水衛所である。現在は廃止されており、赤茶色に錆び付いたスクリーンが寂しく佇んでいる。
なお、当水衛所より下流の玉川上水は、小平監視所で上水道としての役目を終える。

## 概要
| 事業所名     | 砂川水衛所 Sunagawa Screen Point |
| 所在地       | 東京都立川市砂川町2912番地       |
| 側水路(暗渠) | 12m3/秒(最大流量)                |
| 除塵機       | 全自動定量式(1台)                |
| コンベア     | 41m/秒(速度)                     |
| 用地面積     | 830m2                            |

## アクセス方法
- 鉄道
  - 西武拝島線武蔵砂川駅南口下車。
- バス
  - くるりんバス（砂川ルート）上水橋バス停下車すぐ。